# محمود حمدي الونش
محمود حمدي محمود حمودة عطية (مواليد 1 يونيو 1995) المعروف باسم الونش، هو لاعب كرة قدم مصري يلعب حاليًا لصالح نادي الزمالك في الدوري المصري الممتاز و‌منتخب مصر لكرة القدم في مركز قلب الدفاع. من محافظة الشرقيه من قرية بحطيط التابعه لمركز ابو حماد

## الإنجازات
الزمالك
- الدوري المصري الممتاز (2): 2020–21:2021-22
- كأس مصر (4): 2017–18، 2018–19، 2020–21.2025
- كأس السوبر المصري (2): 2016، 2019–20
- كأس السوبر المصري السعودي (1): 2018
- كأس الكونفيدرالية الأفريقية (2): 2018–19 , 2023-24
- كأس السوبر الأفريقي (2): 2020

 ، 2024

### الإحصائيات الدولية
الإحصائيات دقيقة اعتبارًا من المباراة التي لعبت 15 يونيو 2018.
| مصر      | مصر       | مصر     |
| عام      | المشاركات | الاهداف |
| -------- | --------- | ------- |
| 2018     | 1         | 0       |
| الاجمالى | 1         | 0       |

## روابط خارجية
- محمود حمدي الونش على موقع الاتحاد الدولي (مؤرشف)  (الإنجليزية)
- محمود حمدي الونش على موقع قاعدة بيانات كرة القدم.إي يو (الإنجليزية)
- محمود حمدي الونش على موقع ناشيونال فوتبول تيمز (الإنجليزية)
- محمود حمدي الونش على موقع Soccerbase.com (لاعب) (الإنجليزية)
- محمود حمدي الونش على موقع Soccerway.com (الإنجليزية)
- محمود حمدي الونش على موقع عالم كرة القدم.نت (الإنجليزية)
- محمود حمدي الونش على موقع أوليمبيديا (الإنجليزية)
- محمود حمدي الونش على موقع سوق الانتقالات
- محمود حمدى الونش على موقع مونديال 11
- محمود حمدي الونش على موقع فيلجول
- محمود حمدي الونش على موقع يلا كورة
- محمود حمدى الونش على موقع بطولات